# Ali-Ollie Woodson
Pour les articles homonymes, voir Woodson.
Ali-Ollie Woodson, né Ollie Creggett le 12 septembre 1951 à Détroit (Michigan) et mort le 30 mai 2010 à Los Angeles (Californie), est un chanteur de rhythm and blues et musicien de nationalité américaine, également compositeur, claviériste, batteur et occasionnellement acteur.
Il est connu pour ses douze années comme chanteur principal au sein du groupe de soul The Temptations, aux côtés d'Otis Williams. Il a également travaillé avec Aretha Franklin, Jean Carn (en) et Bill Pinkney (en).

## Filmographie

### Acteur
- 1987 : Happy New Year : Temptation
- 1997 : The Jamie Foxx Show
- 1997 : The Parent 'Hood
- 2000 : Little Richard :
- 2000 : The Bogus Witch Project
- 2001 : Deadly Rhapsody : Vaughn
- 2001 : Nikita Blues : Church Chanteur
- 2012 : Who Killed Soul Glow ?

### Bande son
- 2001 : Down 'n Dirty
- 2004 : New Zealand Idol
- 2007 : The Perfect Holiday